# Este (Włochy)
Este – miejscowość i gmina we Włoszech, w regionie Wenecja Euganejska, w prowincji Padwa.
Według danych na rok 2004 gminę zamieszkiwały 16 623 osoby, 519,5 os./km².

## Miasta partnerskie
Bad Windsheim
 Leek
 Pertuis
 Rijeka